# Lecane perplexa
Lecane perplexa är en hjuldjursart som först beskrevs av Elbert Halvor Ahlstrom 1938.  Lecane perplexa ingår i släktet Lecane och familjen Lecanidae. Inga underarter finns listade i Catalogue of Life.